# Джасса Сінґх Ахлувалія
Джасса Сінґх Ахлувалія (пенджаб. ਜੱਸਾ ਸਿੰਘ ਆਹਲੂਵਾਲੀਆ; 3 травня 1718– 23 жовтня 1783) — джатедар (очільник) сикхської конфедерації у 1748—1783 роках. У запеклих 11-ти війнах з Дурранійською імперією зумів вибороти незалежність сикхів.

## Життєпис

### Молоді роки
Походив з джатського клану Авджла, касти винокурів. Син сардара Бадар Сінґха, що належав до групи бандаї сіґхі (прихильників Банда Сінґх Бахадура), і Сундарі Каур. Народився 1718 року в селі Ахілвал (Ахлу) неподалік Лахору. Рано втратив батька, тому деякий час виховувався матір'ю в Делі. У 10 років опинився під опікою стрийка, що був командиром однієї з джат (загонів). Після загибелі останнього очолив джату. 1733 року приєднався до таруна-дала (війська молодих). 1739 року виявив військовий хист під час нападів на перське військо Надир Шаха, яке поверталося на батьківщину після пограбування Делі. Його відзначив джатедар Наваб Капур Сінґх, який згодом всиновив Джассу Сінґха
1741 року відзначився у захопленні Амрітсару. 1748 року на зборах в Амрітсарі Капур Сінґх зрікся посади джатедара, на яку було обрано Джассу Сінґха. При цьому очолив власний місаль, що отримав назву Ахлувалія.

### Джатедар
Спочатку вимушен був протистояти могольським військам на чолі із Муїн уль-мульком, назимом Лахорської суби. В результаті 4-місячної облоги фортеці Рам Рауні сикхи зуміли відбити усі атаки. 1748 року в союзі з моголами і раджпутами здобув перемогу в битві при Манупурі над дурранійським правителем Ахмед-шахом. 1749 року замирився з назимом. Водночас Джасса Сінґх уклав мирний договір з Адінбег-ханом, фауджаром Джаландхара.
1750 року скористався новим протистоянням Муїн уль-Мулька і афганського правителя Ахмед-шаха джатедар для посилення нападів на могольські залоги. 1751 року дозволив загонам сикхів приєднатися до військ Муїнуль-Мулька, що намагався протидіяти Ахмед-шаха під час його третього походу до Пенджабу. 1753 року після смерті Капур Сінґха успадкував сталеву булаву гуру Ґобінд Сінґха. Того ж року проти сикхів виступив Адінбег-хан, фауджар Джаландхара. У відповідь джатедар наказав здійснювати постійні напади на доаби Джаландхар і Барі.
1757 року наказав загонам нападати на афганську армію Ахмед-шаха, що поверталася після пограбування Делі. У відповідь афганці захопити та сплюндрували Амрітсар, частково зруйнували храм Хармандир-Сахіб. За цим поновилася боротьба з новим назимом Лахора Тимуром Дуррані, якому спільно з Адінбег-ханом було завдано поразки. У 1758 році сикхи приєдналися до війська маратхів на чолі із Раґханатх Рао, спільно з яким захопити Сірхінд й Лахор. З захоплено золота та поверх існуючого карбу Джасса Сінґх Ахлувалія поширював монети з написом «карбовані милістю Хальси країни Ахмеда, завойованої Джассой, Калалом». 1759 року спільно з індорським командувачем Тукоджі Рао в битві біля Лахору зумів зупинити просування дурранійського війська.
1760 року спільно з Джай Сінґх Канхеєю атакував Лахор, змусивши наїб-низама Мір Мухаммада сплатити викупу 30 тис. рупій. 1761 року після нового вторгнення афганців до Індії сикхи знову постійно атакували загарбників. Того ж року Чарат Сінґх переміг афганців на чолі із Нур уд-Діном Бамзаєм. У листопаді того ж року Джасса Сінґх без бою зайняв Лахор, де був оголошений султан-уль-каумом (правителем народу). Тут став карбувати монети з написом «Їжі (дег) та перемог (фатех) за допомогою шаблі (тег) здобули ми милістю гуру Нанака та Ґобінд Сінґха».
У відповідь 1762 року проти сикхів виступив Ахмед-шах. У першій битві (5 лютого) передовий загін сикхів зазнав поразки. В наступній битві біля фортеці Малеркота (у сикхів відома як битва Вадда Галугара) вже сам джатедар зазнав нищівної поразки, втративши за різними оцінками від 5 до 10 тис. вояків. При цьому афганцями було вбито ще 20 тис. жінок та дітей. Сам Джасса Сінґх в битві отримав 22 поранення. За цим афганці вдруге сплюндрували Амрітсар. Втім вже у травні того ж року Джасса Сінґх завдав поразки афганській залозі Сірхінда на чолі із Зайн Ханом. Використовуя погодні умови (початок мусонів) загони сикхів фактично блокували афганські війська в Лахорі та інших містах. Невдовзі відбулася запекла битва біля Амрітсару, внаслідок чого джатедарт відступив у ліси Лакхі, але й Ахмед-шах вимушен був повернутися до Лахору.
1763 року вирушив на допомогу Джавахар Сінґху, якого було вигнано зі свого князівства Бгаратпура, Наджиб-ад-Даулою, афганським намісником Делі. За цим встановлено владу над областю Джаландхар. У 1764 року двічі і в січні 1765 року Джасса Сінґх завдав поразок супротивникові, внаслідок чого Джавахар Сінґх повернув владу над Бгаратпуром, а сикхи пограбували місто Сахаранпур. Також Наджиб ад-Даула вимушен був сплатити 11 лакхів (1,1 млн рупій). Водночас, 1764 року, відправив загін на чолі із Баґхелом Сінґхом захопити Делі, але той не досяг успіху. Незважаючи на це 1765 року Джасса Сінґх затвердив за ним місаль Панджгархія.
Протягом 7 діб у березні 1765 року на чолі війська протистояв Ахмед-шаху, що в восьмий раз вдерся до Пенджабу. В запеклих сутичках джатедар змусив супротивника відступити. У 1767 році Ахлувалія виступив проти Мадо Сінґха I, магараджи Амбера, якому не зміг завдати поразки в битві біля Маонде-і-Мандхолі. Того ж року брав участь у новій битві при Амрітсарі, де Ахмед-шах втратив до 6 тис. загиблими. Невдовзі джатедар зайняв Лахор. 1768 року сикхи на чолі із джатедаром знову завдали поразки амберському війську — у битві біля Ками.
До 1770 року вправно боровся проти нових афганських вторгнень, поступово розширюючи кордони свого місаля. 1772 році захопив місто Капурталу, де заснував самостійне князівство, що стало окремою частиною від місаля Ахлувалія. Невдовзі вступив у протистояння з місальдаром Джассою Сінґхом Рамгархією. Ахлувалія уклав союз із місалями Канхеєю та Сукерчакія. У 1778 році союзники розбили Рамгархія та вигнали його з Пенджабу.
1783 року спільно з Баґхелом Сінґхом і Джасса Сінґхом Рамгарією завдав поразки війську падишаха Шах Алама II, захопивши Делі. Відкинув пропозицію сикхських очільників посісти трон. У жовтні того ж року він помер. Йому спадкував троюрідний брат Баґ Сінґх.

## Опис
Був широкий у плечах, у нього були високий лоб, дуже довгі руки та потужний голос, він пишався 32 шрамами від шабель та куль. З'їдав на сніданок кілограм борошняних виробів, півкілограма олії, 250 г цукру та відро лассі, півкози.